# Oulad Aamer Tizmarine
Oulad Aamer Tizmarine  (in arabo أولاد عامر تزمرين‎?) è un centro abitato e comune rurale del Marocco situato nella provincia di Rehamna, regione di Marrakech-Safi. Conta una popolazione di 5 150 abitanti (censimento 2014).